# Volta Industries
La Volta Industries è stata un'azienda italiana produttrice di batterie elettriche.

## Storia
La ditta, la cui denominazione era Volta Industries S.r.l., nacque nel 1989 per iniziativa di alcuni ex dirigenti della filiale italiana Duracell; questi acquistarono dalla stessa multinazionale delle batterie, lo stabilimento di Scandicci, già utilizzato dalla Superpila, con i suoi macchinari e le tecniche, assumendo il personale già impiegato in Superpila.
Rimasta l'ultimo produttore italiano di pile allo zinco, l'azienda ridusse progressivamente il personale a 140 dipendenti, facendo largo uso di ammortizzatori sociali e forme di sostegno. La commercializzazione riguardò sia prodotti già Superpila (rimarchiati Volta's), che nuovi accumulatori. Senza piani aziendali o di ricerca utili a rilanciare la propria posizione nel settore, l'attività di Volta si protrasse fino al 1996, quando dichiarò fallimento. Nonostante ciò, ancora negli ultimi anni di produzione, la proprietà continuò a depositare brevetti per pile di nuova generazione, mai prodotte.
La chiusura delle attività è stata fortemente criticata a livello politico e mediatico; la magistratura aprì un fascicolo ipotizzando il reato di falso in bilancio finalizzato alla creazione di fondi neri, arrivando alla condanna per bancarotta dell'allora dirigenza.
La grande sede ereditata da Volta, in via Pisana 336, riconvertita ed acquisita dalla società Costantinopoli, ampiamente rimaneggiata internamente, è stata divisa e ceduta in modo differenziato: l'edificio a cupola e quello alla sua sinistra sono stati venduti a Giga Grandi Cucine, la palazzina amministrativa è andata a Champions Europe.